# Kohtla-Järve FC Lootus
A Kohtla-Järve FC Lootus észt labdarúgócsapat, melyet 1998-ban alapítottak és jelenleg az Esiliigában szerepel.

## Névváltozások
- 1998–2004: FC Lootus
- 2004–2006: FC Lootus Alutaguse

2006 óta jelenlegi nevén szerepel.

## Külső hivatkozások
- Hivatalos honlap (észtül)